# Inibitori della ricaptazione della dopamina
Gli inibitori della ricaptazione della dopamina, noti anche con l'acronimo DRI (dall'inglese dopamine reuptake inhibitor), sono dei composti in grado di inibire l'attività del trasportatore della dopamina (DAT), la proteina deputata a raccogliere il neurotrasmettitore dopamina dalla fessura sinaptica, dove è stata rilasciata per trasmettere gli impulsi cerebrali, e ritrasportarla nel neurone presinaptico. Ciò provocherebbe un aumento della concentrazione della dopamina nello spazio sinaptico con un aumento conseguente della trasmissione dopaminergica.
Tali composti sono sperimentati o utilizzati nel trattamento di vari disturbi, come il deficit di attenzione (ADHD), la depressione, disturbi neurologici come la narcolessia o il Parkinson, ma anche nel trattamento dell'obesità per via dei loro effetti di soppressione della fame. Si sono inoltre dimostrati in grado di stimolare le funzioni cognitive e la vigilanza per cui sono stati sperimentati anche nel trattamento dei deficit cognitivi, come ad esempio quelli del morbo di Alzheimer. 
L'aumento della trasmissione dopaminergica dovuto all'inibizione della ricaptazione della dopamina ha effetti sui circuiti cerebrali del piacere e della gratificazione. Alcuni di questi composti si sono infatti dimostrati in grado di indurre fenomeni di dipendenza, tolleranza e abuso e sono perciò classificati come sostanze con effetti stupefacenti o psicotropi. La cocaina è, tra l'altro, un potente inibitore della ricaptazione della dopamina.

## Elenco di DRI
Gli inibitori della captazione dei neurotrasmettitori monoamminici possono essere classificati in funzione del meccanismo d'azione, dell'efficacia e della selettività, cioè della capacità di inibire la ricaptazione di un solo neurotrasmettitore senza interferire con gli altri.

### Potenti e selettivi
- Amineptina: è stato commercializzato come farmaco antidepressivo per alcuni decenni ma a causa di alcune reazioni avverse e del potenziale d'abuso è stato inserito nella tabella delle sostanze controllate.
- Acido Amfonelico: è un composto ad attività antibatterica ma che mostra una notevole capacità di inibizione del trasportatore della dopamina, con una potenza e una durata di azione superiore a quella della destroamfetamina.
- Altropano: è un DRI potente, selettivo e a lunga durata. È principalmente utilizzato in ambito scientifico ma è in sperimentazione per il trattamento del deficit di attenzione e del Parkinson.
- Benociclidina: è anch'esso un DRI potente e selettivo. È principalmente utilizzato in ambito scientifico ma è stato ritrovato a volte come adulterante in alcuni stupefacenti venduti come ecstasy.
- DBL-58: è un DRI selettivo a lunghissima durata di azione (oltre un mese) sperimentato nella disintossicazione da metanfetamine.
- 3C-PEP: è un DRI molto selettivo e potente utilizzato nella ricerca scientifica.

### Potenti ma non selettivi
- Cocaina: è un DRI potente ma non selettivo, agendo su dopamina, serotonina e noradrenalina.
- Nomifensina: è un DRI non selettivo in quanto inibisce, in misura minore, anche la ricaptazione della noradrenalina. Era utilizzato come antidepressivo prima di essere ritirato da commercio.
- Metilfenidato: è un DRI non selettivo in quanto inibisce, in misura minore, anche la ricaptazione della noradrenalina. Viene utilizzato per il trattamento del deficit di attenzione e iperattività.
- Etilfenidato: simile al metilfenidato.

### A bassa potenza
- Bupropione: farmaco antidepressivo classificato come inibitore della ricaptazione della dopamina e della noradrenalina ma la sua azione sulla dopamina è molto debole.
- Venlafaxina: è classificato come un inibitore della ricaptazione della serotonina e noradrenalina con una debolissima azione sulla dopamina che si evidenzia solamente a dosaggi elevati.
- Sertralina: è descritto come un inibitore selettivo della ricaptazione della serotonina ma ha una debole attività sulla dopamina che potrebbe essere causa di alcuni effetti collaterali.
- Modafinil: è un agente utilizzato contro la narcolessia che agirebbe in modo selettivo come inibitore atipico del trasportatore della dopamina, può provocare gravi rush cutanei e sintomi psichiatrici.[9]
- Armodafinil: enantiomero del modafinil, approvato dalla FDA per il trattamento della narcolessia.
- Adrafinil: simile al modafinil e all'armodafinil.